# 65821 De Curtis
65821 De Curtis è un asteroide della fascia principale. Scoperto nel 1996, presenta un'orbita caratterizzata da un semiasse maggiore pari a 3,9810977 UA e da un'eccentricità di 0,2360199, inclinata di 4,31009° rispetto all'eclittica.
È dedicato al celebre attore italiano Antonio de Curtis, più noto con il nome di Totò.
Appartiene alla famiglia degli asteroidi Hilda.